# Kékedi László
Kékedi László (névváltozat: Kékedi László Vilmos, Miskolc, 1966. május 12. –) népi fafaragó iparművész. A Magyar Művészeti Akadémia rendes tagja (2013), Kisgyőr polgármestere.

## Életútja, munkássága
Miskolci munkáscsaládban született, már 1980-ban egy ifjúsági szakkörben megismerkedett Szegedi Miklós népi iparművésznél a fafaragás művészetével, ezután részt vett a mester által vezetett kézműves táborokban. Pályája kezdetén közös munkákban vett részt, főleg játszóterek építésében Zánkán, Miskolcon, Berlinben stb.
1989-től Kisgyőrben a családi kézműves szaktábor fafaragó szekcióját vezette. Más miskolci fafaragókkal együtt készítették el a Kisgyőri temetőkaput, a gémeskutat, a faluház kapuját és az óvodai játékvárat.
1992 óta kéregedény-készítéssel foglalkozik, sajátos stílusának kialakításához ihletet merített az erdélyi csiki, csángó és a kalotaszegi hagyományokból, továbbá a bükkaljai tapasztalatokból.
Saját tapasztalatait, mesterfogásait megosztja az érdeklődőkkel, Kisgyőrben nyaranta családi kézműves szaktáborokat vezet, s a Szentendrei Szabadtéri Néprajzi Múzeumban rendszeresen tart kézműves bemutatókat. 1996-ban az Országos játékpályázat II. díját, az Országos Népművészeti Pályázat Gránátalma díját nyerte el, valamint a Mesterségek Ünnepén az év legszínvonalasabban bemutatott mestersége is az ő nevéhez fűződik.
Kékedi László sokat tett Kisgyőr kulturális és közösségi életének felvirágoztatásáért, 2010 őszén a község polgármestere lett, a posztra azóta kétszer, 2014-ben és 2019-ben is újraválasztották. 2012. október 26-án a Duna Televízió Kívánságkosár c. műsorában bemutatta őt és munkásságát Sigmond Bertalan, a Polgárok Háza sorozatszervezője.

## Díjak, elismerések
- A Magyar Érdemrend lovagkeresztje (2024)